# Emblethis
Emblethis är ett släkte av insekter. Enligt Catalogue of Life ingår Emblethis i familjen Rhyparochromidae, men enligt Dyntaxa är tillhörigheten istället familjen fröskinnbaggar.
Kladogram enligt Catalogue of Life och Dyntaxa:
| Emblethis | \| \| Emblethis denticollis \| \| \| \| \| \| Emblethis verbasci \| \| \| \| \| \| Emblethis vicarius \| \| \| \| |
|           | \| \| Emblethis denticollis \| \| \| \| \| \| Emblethis verbasci \| \| \| \| \| \| Emblethis vicarius \| \| \| \| |
|           | Emblethis denticollis                                                                                             |
|           | |
|           | Emblethis verbasci                                                                                                |
|           | |
|           | Emblethis vicarius                                                                                                |
|           | |

## Bildgalleri

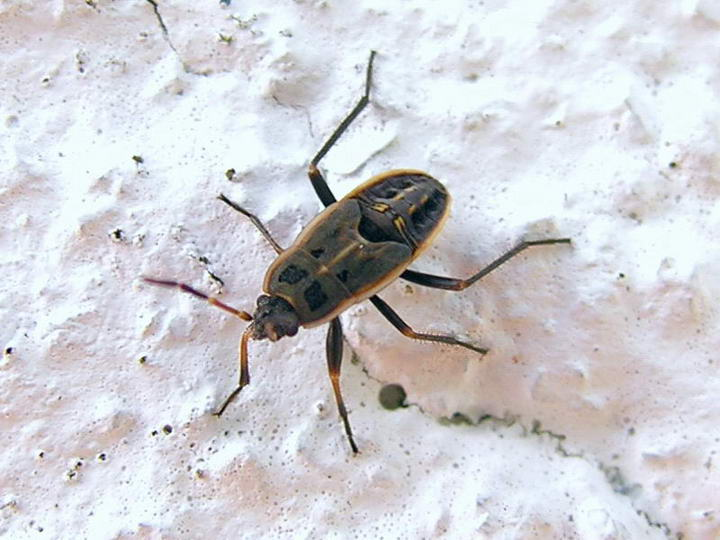
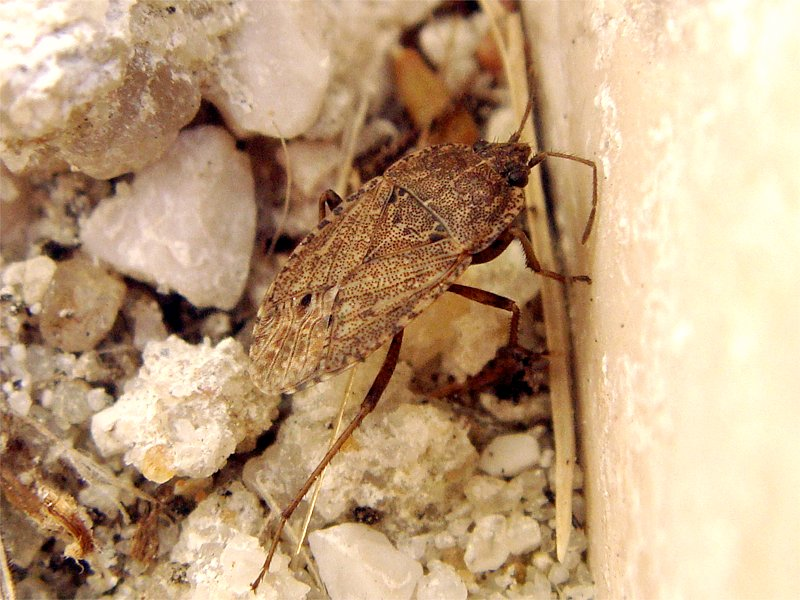